# Liste der Baudenkmäler in Eggstätt
Auf dieser Seite sind die Baudenkmäler in der oberbayerischen Gemeinde Eggstätt zusammengestellt. Diese Tabelle ist eine Teilliste der Liste der Baudenkmäler in Bayern. Grundlage ist die Bayerische Denkmalliste, die auf Basis des Bayerischen Denkmalschutzgesetzes vom 1. Oktober 1973 erstmals erstellt wurde und seither durch das Bayerische Landesamt für Denkmalpflege geführt wird. Die folgenden Angaben ersetzen nicht die rechtsverbindliche Auskunft der Denkmalschutzbehörde.

## Einzeldenkmäler

### Eggstätt
| Lage                                   | Objekt                                              | Beschreibung | Akten-Nr.             | Bild                                                |
| -------------------------------------- | --------------------------------------------------- | --- | --------------------- | --------------------------------------------------- |
| Hofseeweg 4; Nähe Hofseeweg (Standort) | Bauernhaus                                          | Einfirsthof, zweigeschossiger Flachsatteldachbau mit Hochlaube und Bundwerk am Wirtschaftsteil, bez. 1835; Backhäuschen, Steildachbau, 1. Hälfte 19. Jahrhundert | D-1-87-125-1 Wikidata | weitere Bilder                                      |
| Kirchplatz 2; Kirchplatz 4 (Standort)  | Gasthof in Form einer Dreiflügelanlage um einen Hof | Hauptbau zweieinhalbgeschossiger Flachsatteldachbau mit Segmentbogenfenstern und Balusterbalkon und neugotischen Haustüren; 3. Viertel 19. Jahrhundert | D-1-87-125-2 Wikidata | Gasthof in Form einer Dreiflügelanlage um einen Hof |
| Kirchplatz 3; Kirchplatz 5 (Standort)  | Katholische Pfarrkirche St. Georg                   | Saalbau mit Satteldach, Südturm mit Spitzhelm, neugotisch, 1866–68 nach Plänen von Johann Markgraf errichtet unter Einbeziehung des Turmes aus dem 15. Jahrhundert, 1886 Schallgeschoss und Spitzhelm des Turmes; mit Ausstattung; Friedhofseingang, zwei neugotische Torbögen, ca. 1860–70; Leichenhaus, Walmdachbau mit Vorhalle, um 1910; mit Ausstattung. | D-1-87-125-3 Wikidata | weitere Bilder                                      |
| Kirchstraße 5 (Standort)               | Bauernhaus                                          | Einfirsthof, zweigeschossiger Flachsatteldachbau mit wohl verputztem Blockbauobergeschoss, Hochlaube und Bundwerk am Wirtschaftsteil, 1. Hälfte 19. Jahrhundert | D-1-87-125-4 Wikidata | Bauernhaus                                          |
| Obinger Straße 7 (Standort)            | Altes Schulhaus                                     | jetzt Rathaus, zweieinhalbgeschossiger Flachwalmdachbau mit spätklassizistischen Wandgliederungen, 1876–78. | D-1-87-125-5 Wikidata | Altes Schulhaus                                     |
| Priener Straße 4 (Standort)            | Wohnteil eines Bauernhauses                         | zweigeschossiger Satteldachbau mit Rundbogenfenstern und eisernem Balkon an der Giebelseite, an Haustür bez. 1856. | D-1-87-125-7 Wikidata | weitere Bilder                                      |
| Seeoner Straße 2 (Standort)            | Bauernhaus                                          | Einfirsthof mit quer angeschlossener zweigeschossiger Schmiede mit Flachsatteldach, zweigeschossiger Flachsatteldachbau mit Blockbauobergeschoss, Hochlaube und zweiseitig umlaufender Laube, 1. Hälfte 18. Jahrhundert | D-1-87-125-8 Wikidata | Bauernhaus                                          |
| Seeoner Straße 4 (Standort)            | Bauernhaus                                          | am Wirtschaftsteil Bundwerk, 1. Hälfte 19. Jahrhundert | D-1-87-125-9 Wikidata | Bauernhaus                                          |

### Aufham
| Lage                | Objekt            | Beschreibung | Akten-Nr.              | Bild |
| ------------------- | ----------------- | --- | ---------------------- | ---- |
| Aufham 6 (Standort) | Kapelle St. Maria | Satteldachbau mit westlichem Dachreiter mit Satteldach und Putzgliederungen, 1846–47 von Joseph Niedermayr; mit Ausstattung. | D-1-87-125-11 Wikidata | BW   |
| Aufham 7 (Standort) | Zuhaus            | zweigeschossiger Flachsatteldachbau mit Obergeschoss in Ständerbohlenweise und umlaufender Laube, Anfang 19. Jh.             | D-1-87-125-12 Wikidata | BW   |

### Bachham
| Lage                    | Objekt           | Beschreibung                                                                                         | Akten-Nr.              | Bild |
| ----------------------- | ---------------- | --- | ---------------------- | ---- |
| Bachham 1 (Standort)    | Ehem. Bauernhaus | Einfirsthof, zweigeschossiger Flachsatteldachbau mit Hochlaube und Figurennische, um Mitte 19. Jh.   | D-1-87-125-14 Wikidata | BW   |
| Nähe Bachham (Standort) | Weilerkapelle    | Satteldachbau mit östlichem Dachreiter mit Spitzhelm und Putzgliederungen, 1890–91; mit Ausstattung. | D-1-87-125-15 Wikidata | BW   |

### Meisham
| Lage                 | Objekt     | Beschreibung | Akten-Nr.              | Bild |
| -------------------- | ---------- | --- | ---------------------- | ---- |
| Meisham 6 (Standort) | Bauernhaus | Einfirsthof, zweigeschossiger Flachsatteldachbau mit Hochlaube und hölzernem Kruzifix an der Giebelseite, 1. Hälfte 19. Jh. | D-1-87-125-16 Wikidata | BW   |

### Natzing
| Lage                 | Objekt     | Beschreibung | Akten-Nr.              | Bild |
| -------------------- | ---------- | --- | ---------------------- | ---- |
| Natzing 3 (Standort) | Bauernhaus | Einfirsthof, zweigeschossiger Flachsatteldachbau mit hohem Kniestock, Putzgliederungen und Giebellaube, bez. 1858, Renovierung mit Bemalung der Pfettenköpfe und des Dachüberstands, bez. 1925, Dach 1934 angehoben; Zuhaus, ehem. Back- und Waschhaus, zweigeschossiger Satteldachbau, gleichzeitig, Fassade des Wohnteils in Anlehnung an das Haupthaus, 1925. | D-1-87-125-17 Wikidata | BW   |

### Oberndorf
| Lage                   | Objekt   | Beschreibung              | Akten-Nr.              | Bild |
| ---------------------- | -------- | ------------------------- | ---------------------- | ---- |
| Oberndorf 9 (Standort) | Backhaus | Satteldachbau, bez. 1839. | D-1-87-125-18 Wikidata | BW   |

### Oberulsham
| Lage                  | Objekt     | Beschreibung               | Akten-Nr.              | Bild |
| --------------------- | ---------- | -------------------------- | ---------------------- | ---- |
| Sonnenfeld (Standort) | Wegkapelle | Steildachbau, noch 18. Jh. | D-1-87-125-19 Wikidata | BW   |

### Weisham
| Lage                              | Objekt                | Beschreibung                                                                                                | Akten-Nr.              | Bild                  |
| --------------------------------- | --------------------- | --- | ---------------------- | --------------------- |
| Weisham 3; Weisham 3 a (Standort) | Ehem. Kleinbauernhaus | zweigeschossiger Flachsatteldachbau mit teilweise verputztem Blockbauobergeschoss und Hochlaube, bez. 1754. | D-1-87-125-20 Wikidata | Ehem. Kleinbauernhaus |
| Weisham 12 (Standort)             | Gasthaus              | sog. Zur Post, traufständiger zweigeschossiger Massivbau mit Schopfwalmdach, Türgitter bez. 1834.           | D-1-87-125-21 Wikidata | weitere Bilder        |

## Ehemalige Baudenkmäler
In diesem Abschnitt sind Objekte aufgeführt, die früher einmal in der Denkmalliste eingetragen waren, jetzt aber nicht mehr. Objekte, die in anderem Zusammenhang also z. B. als Teil eines Baudenkmals weiter eingetragen sind, sollen hier nicht aufgeführt werden. Aktennummern in diesem Abschnitt sind ehemalige, jetzt nicht mehr gültige Aktennummern.

| Lage                        | Objekt                                             | Beschreibung        | Akten-Nr.              | Bild |
| --------------------------- | -------------------------------------------------- | ------------------- | ---------------------- | ---- |
| Aufham Aufham 6 (Standort)  | Teile der alten Ausstattung der Eggstätter Kirche. |                     | D-1-87-125-10 Wikidata | BW   |
| Aufham Aufham 10 (Standort) | Parallelstadel mit Bundwerk                        | gegen Mitte 19. Jh. | D-1-87-125-13 Wikidata | BW   |